# Mongolská vlajka

Mongolská vlajka
Poměr stran: 1:2

Vlajka Mongolska je tvořena listem o poměru stran 1:2 se třemi svislými pruhy – červeným, modrým a červeným. V červeném pruhu u žerdi je umístěn žlutý ideogram sojombo. Jednotlivé prvky sojomba mají symbolický význam.
Modrá je tradiční mongolská barva a symbolizuje oblohu, červená je symbolem revoluce, ale také lásky a vítězství. Žlutá barva sojomba na mongolské vlajce představuje zlato, stálost jeho hodnoty i stálosti fyzikálně-chemické (odolnost proti ohni).

Rozměry mongolské vlajky

Vlajka byla zavedena roku 1992. V komunistické éře (v letech 1949–1992) byla nad sojombem umístěna ještě žlutá hvězda.

## Historie

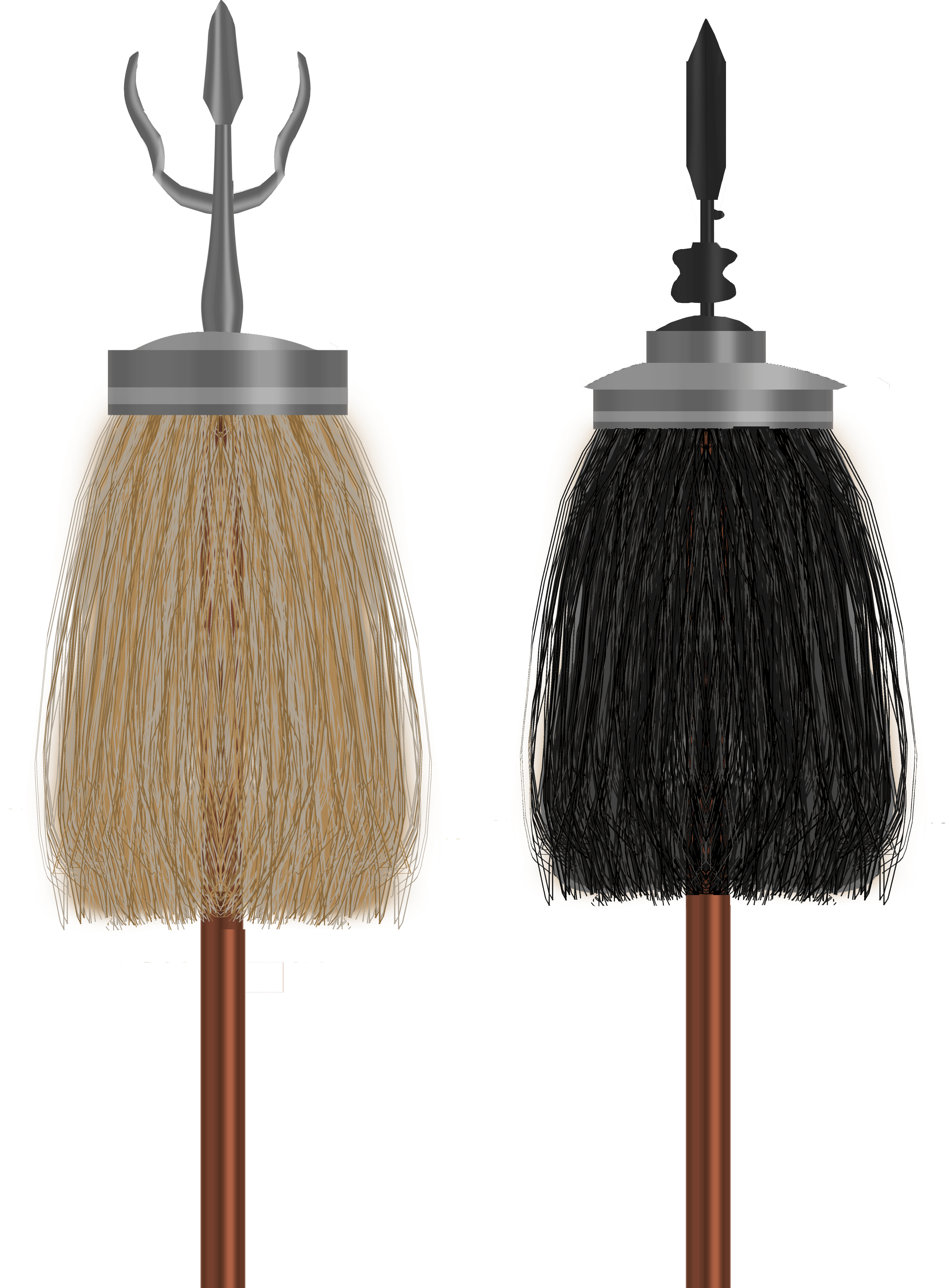
Mongolské zástavy

V roce 1206 byl, po sjednocení mongolských kmenů, jmenován sjednotitel Temüdžin prvním Velkým chánem Mongolů – Čingischánem. Za jeho vlády byly na euroasijském kontinentu založeny základy Mongolské říše. Přibližně v té době bylo zavedeno turkomongolské slovo tug. Jednalo se o nejstarší mongolský termín pro vexiloloid, který současně plnil úlohu praporu i znaku. Tugy se vyráběly z koňských nebo jačích žíní. Informace o prvních mongolských praporech lze najít v záznamech prvních evropských cestovatelů ze 13. a 14. století. Např. benátský kupec Marco Polo ve své knize Milion popisuje mongolský královský prapor, na kterém bylo zobrazeno Slunce a Měsíc. Podobu středověkých praporů se však historikům nepodařilo přesně zrekonstruovat.
Po pádu mongolské dynastie Jüan v roce 1368 dobyla Mongolsko mandžuská dynastie Čching, ovládající Čínu od roku 1636 a jako oficiální vlajky byly až do počátku 20. století užívány vlajky mandžusko-čínské. Při pokusech o nezávislost byly užívány vlajky s ideogramy Sojombo.
1. prosince 1911 byl na většině historického území Vnějšího Mongolska vyhlášen (s podporou Ruska) autonomní stát. Bogdgegénem Džavzdanem un-damba-chutagtem  (v letech 1911–1921 vládcem Vnějšího Mongolska) byla zavedena první, skutečně doložitelná, státní vlajka. Ta byla tvořena žlutým (svislým!) obdélníkem o poměru stran 3:1. Uprostřed byl nad stylizovaným listem lotosu umístěn orámovaný sojombo. List byl lemován širokým červeným pruhem. Na pozadí listu byl náboženský text v písmu lanča, buddhistickém svatém písmu. Na horních stranách sojomba byla dvě písmena: e a bam (wam), odpovídající mongolským termínům arga a bileg. Z listu vycházely tři červené stuhy ve tvaru jazýčků. Na nich jsou v písmu lanča tři slabiky buddhistické modlitební formule mani: Óm-á-hum. Výnosem byl stanoven design vlajky, ale užívaly se i vlajky bez nápisů, lotosu, pouze se sojombem. Zdroje uvádějí několik (relativně odlišných) variant této vlajky.

Mongolská vlajka  (varianta) (1911–1921) Poměr stran: 3:1
Mongolská vlajka  (varianta) (1811–1921) Poměr stran: ?

V roce 1915 bylo Vnější Mongolsko připojeno jako autonomní část k Číně, v roce 1919 byla autonomie (až do roku  1921) zcela zrušena. Používání mongolských vlajek bylo omezeno. V říjnu 1920 (na sklonku Ruské občanské války) následoval vpád Bělogvardějců, pod vedením Romana Fjodoroviče Ungerna von Sternberg a byla obnovena monarchie. V roce 1921 po vpádu vojsk Rudé armády na území Vnějšího Mongolska spolu s mongolskými oddíly vedenými Damdinem Süchbátarem jeho krutá vláda skončila. V tomto období se užívalo několik vlajek, spolehlivost jejich vyobrazení je však nejistá, ba přímo sporná.
13. června 1924 byla vyhlášena (s podporou Sovětského svazu, pod jehož vlivem zůstala skoro sedmdesát let) Mongolská lidová republika a v této souvislosti byla zavedena i nová státní vlajka. Ta byla tvořena červeným listem o poměru stran (přibližně) 5:9 s modrým sojombem nad modrým lotosovým květem. Odstín modré barvy, ale i velikost a grafická podoba se u vlajek často lišily. Některé zdroje uvádějí např. žlutou barvu sojomba a zelenou barvu lotosu. Další zdroje uvádějí nápis Mongol Uls (staromongolsky Mongolský stát) po stranách sojomba.
10. července 1945 byla zavedena nová vlajka: červeno-modro-červená trikolóra se svislými pruhy o poměru stran 1:2, se žlutým sojombem korunovaném žlutou pěticípou hvězdou, symbolem socialismu, v červeném, žerďovém pruhu. Červená barva byla dle tehdejší interpretace vykládána jako symbol vítězství revoluce, modra jako mírumilovné nebe. Žlutá hvězda symbolizovala hlavní sílu ve společnosti: komunistickou Mongolskou lidovou revoluční stranu. Vlajka však byla oficiálně schválena až 23. února 1949.
Po poklidné demokratické revoluci v roce 1990 se 21. listopadu 1991 změnil název státu na Mongolská republika později  (13. ledna 1992) na Mongolsko. Ke změně vlajky došlo až 12. února 1992: došlo k odstranění žluté hvězdy a kresba sojomba byla nepatrně upravena. Zároveň byl symbol přesně stanoven.

Mongolská vlajka (1924–1945 Poměr stran: ~5:9
Mongolská vlajka (1945–1992) Poměr stran: 1:2

## Vlajky ajmagů

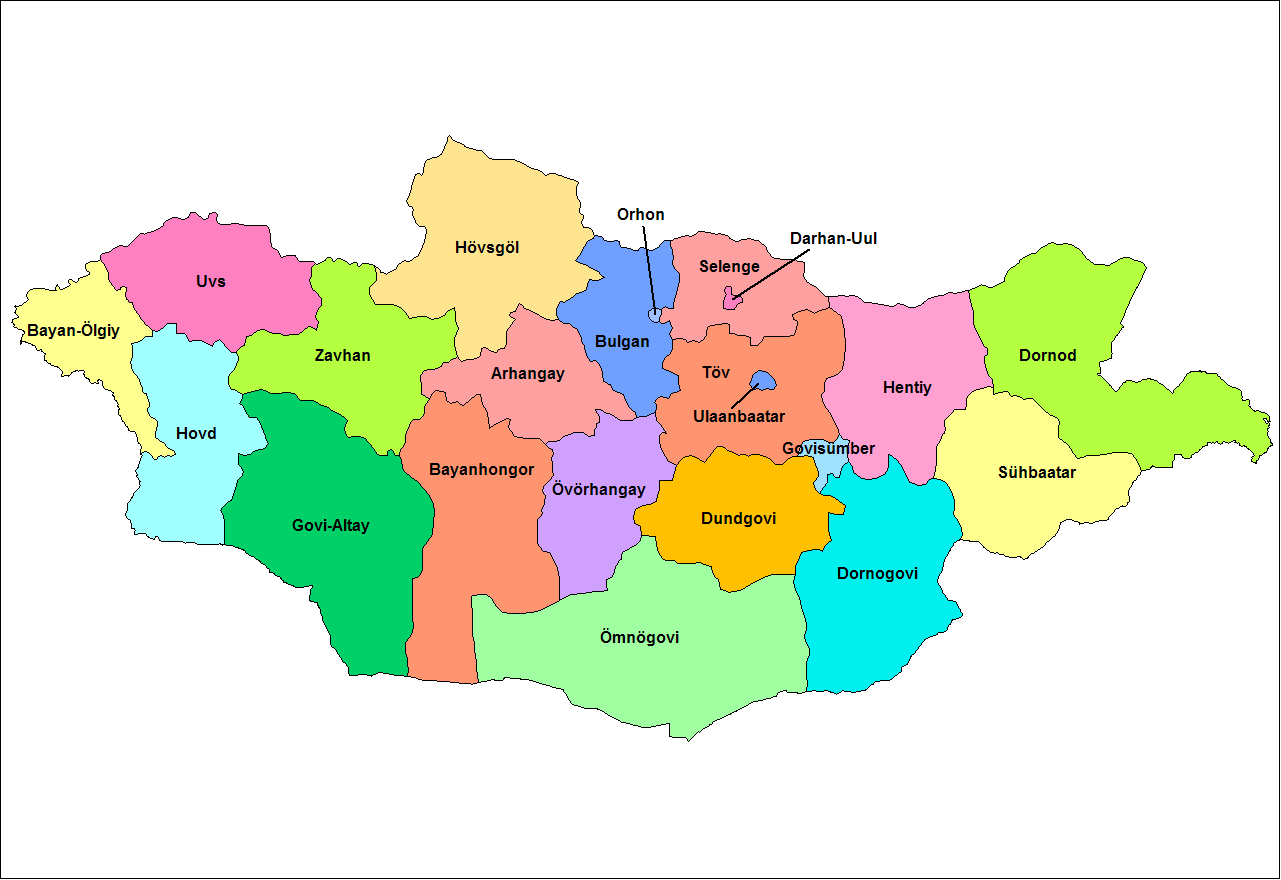
Mongolské ajmagy

Mongolsko je administrativně rozděleno na 21 ajmagů a hlavní město Ulánbátar.

Vlajka hlavního města Ulánbátaru Poměr stran: 4:7
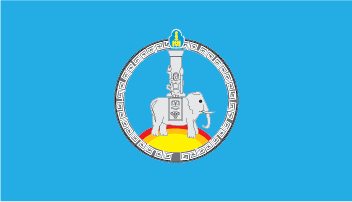
Bajanchongorský ajmag Poměr stran: 4:7
Bajanölgijský ajmag Poměr stran: 1:2
Bulganský ajmag Poměr stran: 1:2
Centrální ajmag Poměr stran: 1:2
Darchanúlský ajmag Poměr stran: 1:2
Gobialtajský ajmag Poměr stran: 1:2
Gobisümberský ajmag Poměr stran: 1:2
Chentijský ajmag Poměr stran: 1:2
Chovdský ajmag Poměr stran: 1:2
Chövsgölský ajmag Poměr stran: 1:2
Jihogobijský ajmag Poměr stran: 1:2
Jihochangajský ajmag Poměr stran: ?
Orchonský ajmag Poměr stran: 1:2
Selengský ajmag Poměr stran: 7:16
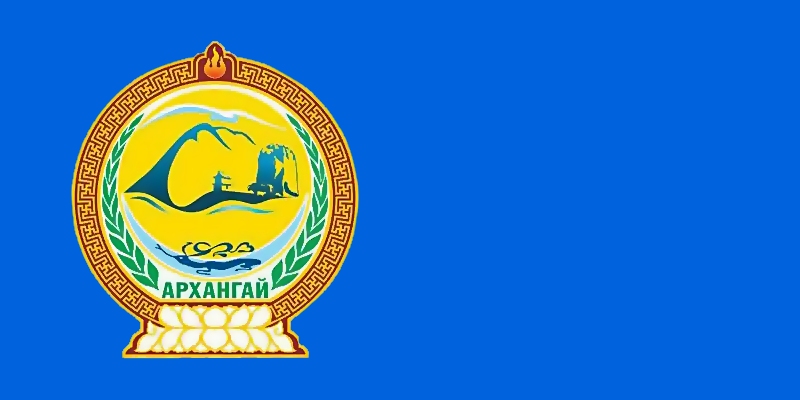
Severochangajský ajmag Poměr stran: 1:2
Středogobijský ajmag Poměr stran: 1:2
Süchbátarský ajmag Poměr stran: ~3:7
Uvský ajmag Poměr stran: 1:2
Východní ajmag Poměr stran: 1:2
Východogobijský ajmag Poměr stran: 1:2
Zavchanský ajmag Poměr stran: 1:2